# 植生藻属
植生藻属（学名：Richelia）为念珠藻科的一个属。本属的模式种为（Richelia intracellularis）。

## 下级分类
本属包括以下物种：
- 胞内植生藻 Richelia intracellularis Schmidt 1902